# Libellago lineata
Libellago lineata là loài chuồn chuồn trong họ Chlorocyphidae. Loài này được Burmeister mô tả khoa học đầu tiên năm 1839.

## Hình ảnh

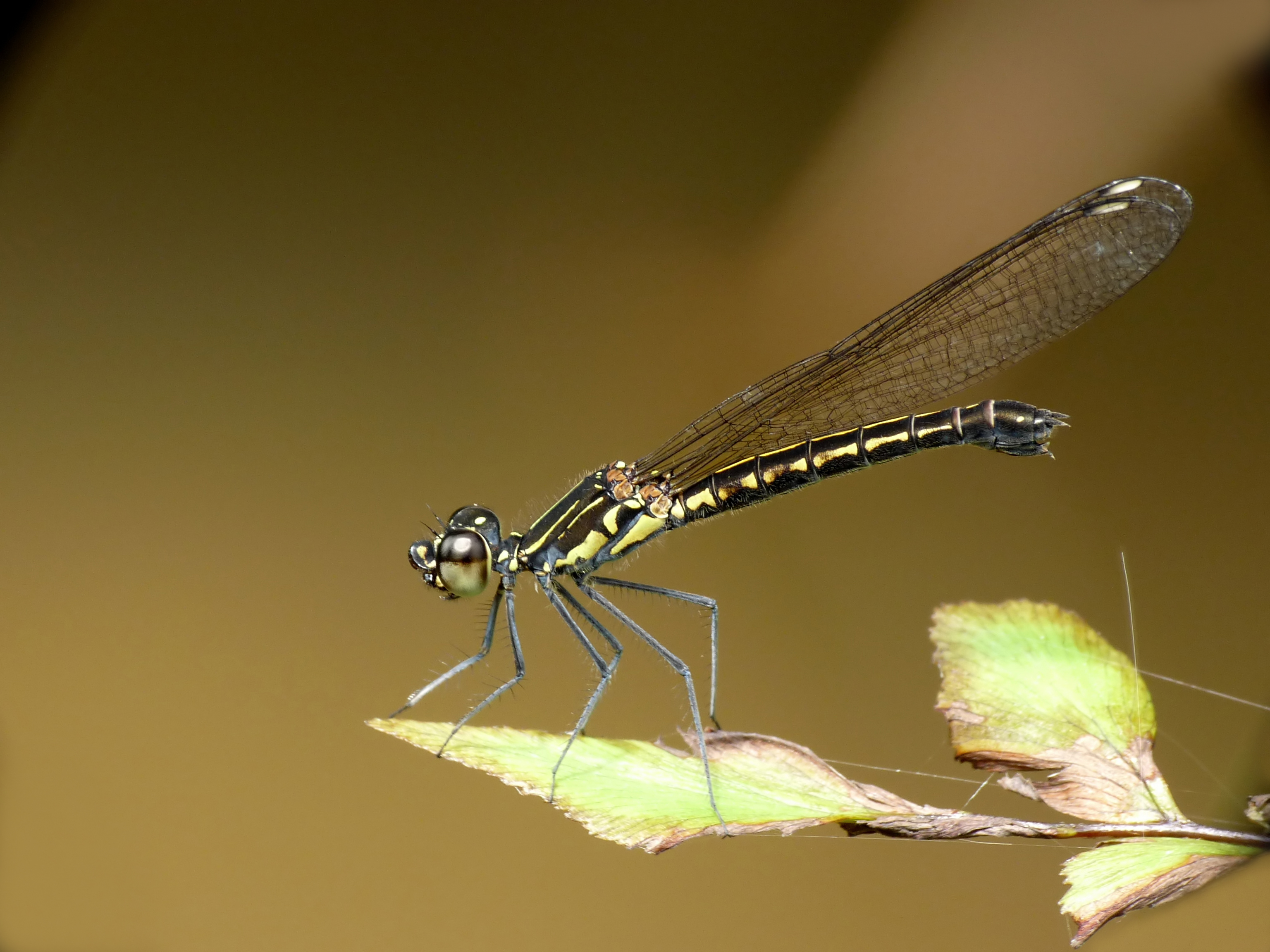
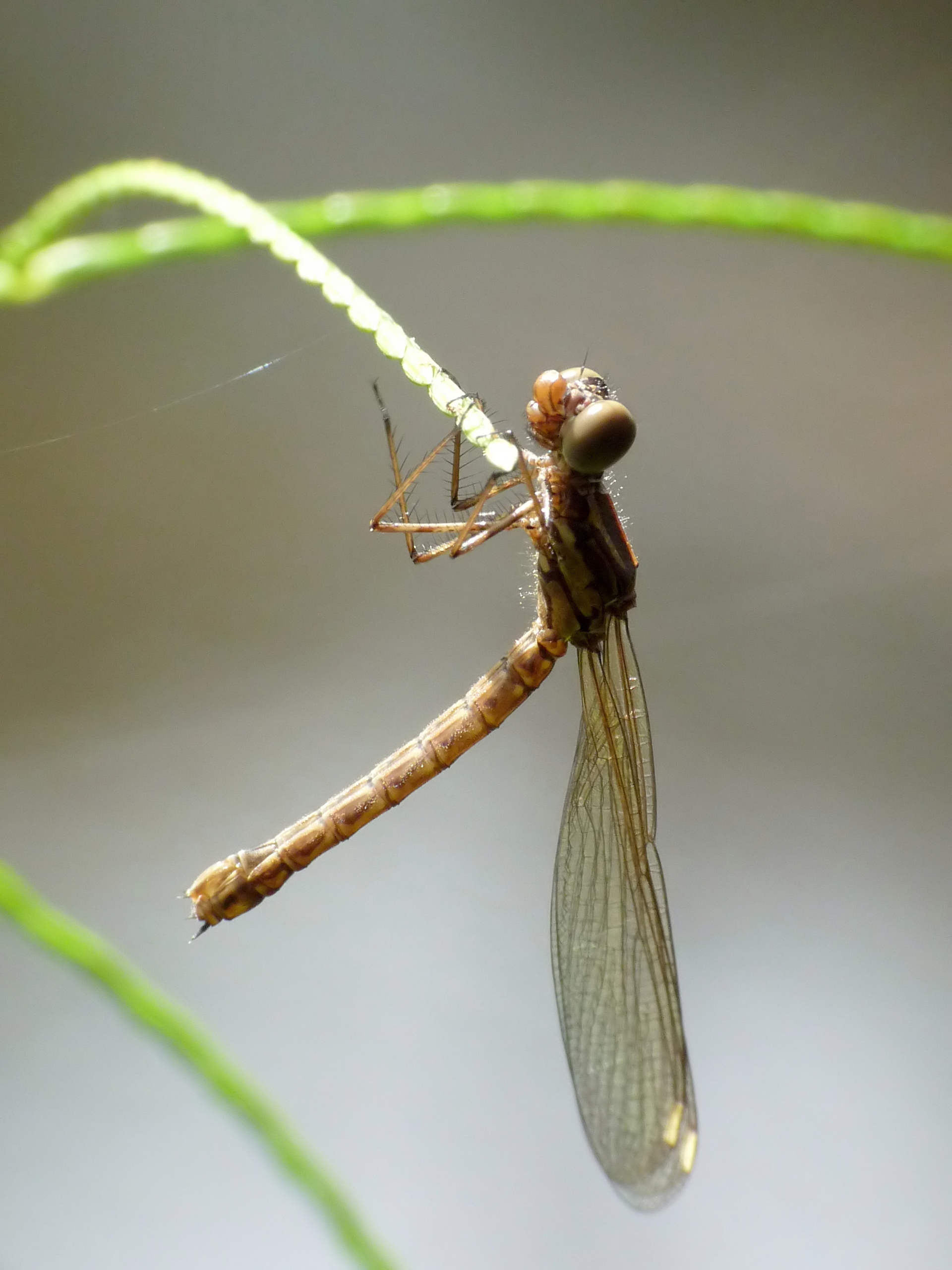
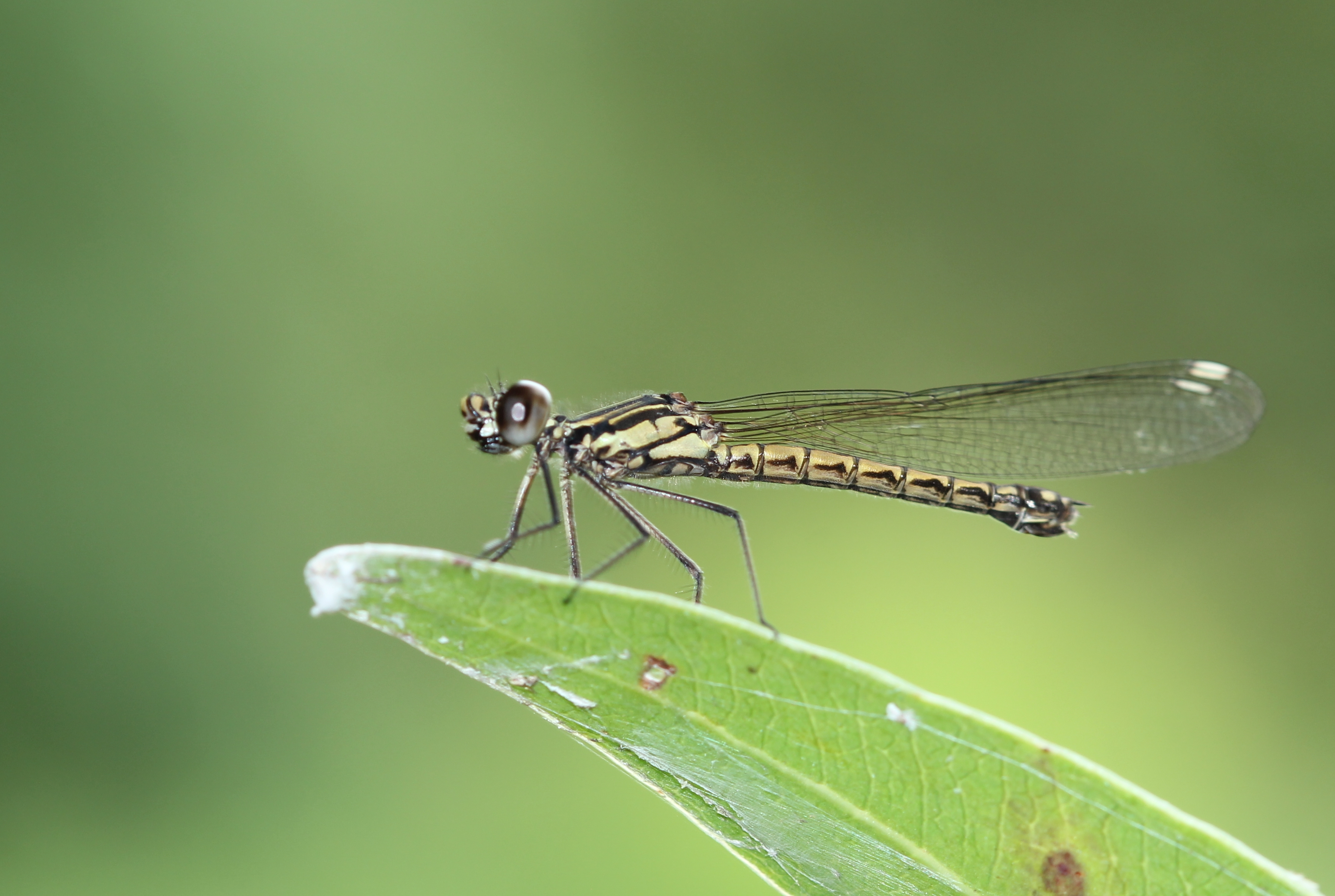
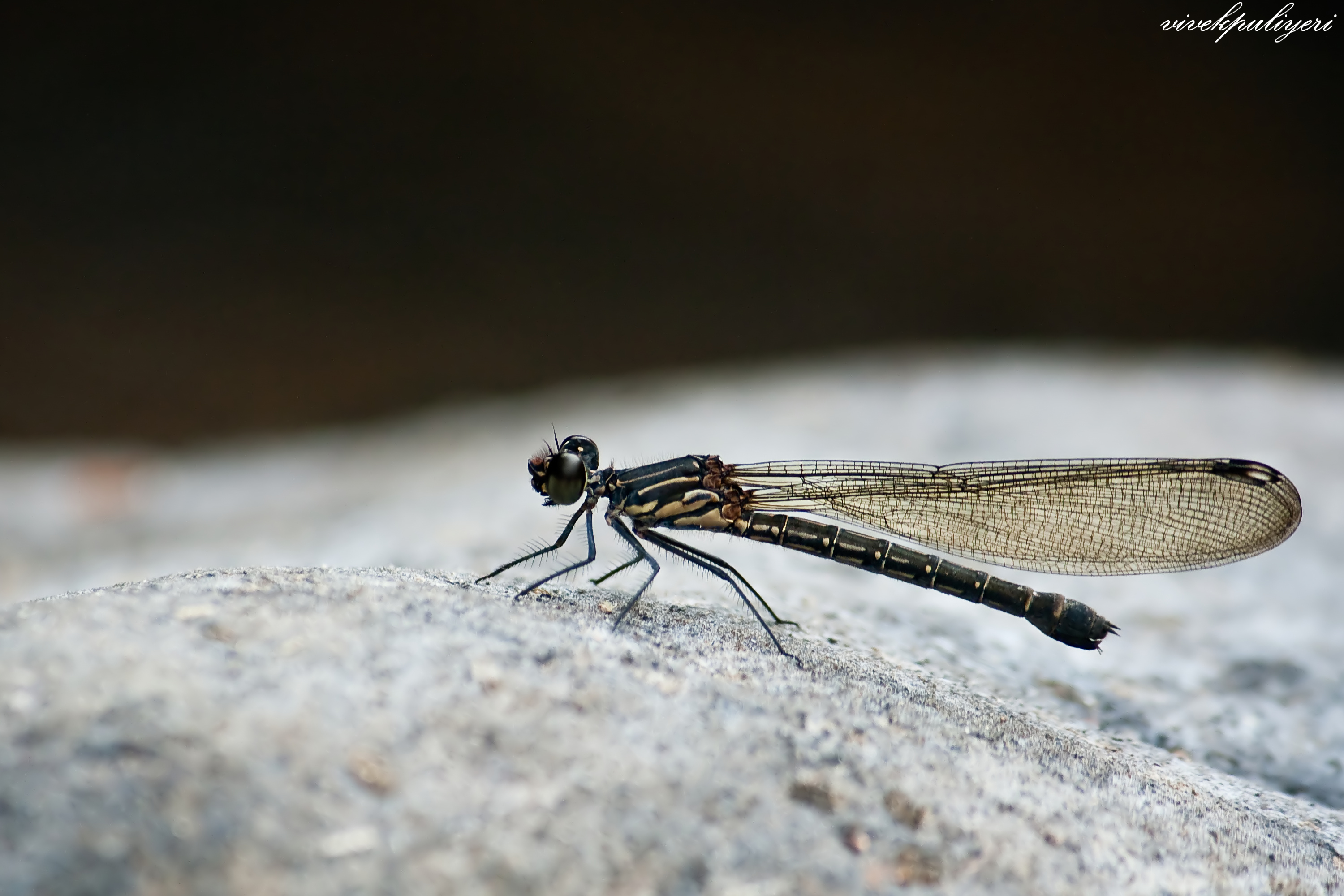